# 帕蒂勒市镇
帕蒂勒市镇（瑞典語：Partille kommun）是瑞典西部西约塔兰省的一个市镇。其治所位于帕蒂勒。